# Jodoform

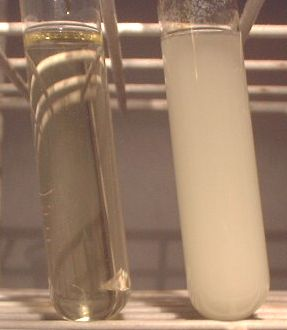
Negativt (vänster) och positivt (höger) utfall av jodoformtest.

Jodoform eller trijodmetan är en trihalometan med formeln CHI3.

## Egenskaper
Jodoform är flyktiga, blekgula kristaller med genomträngande antiseptisk lukt.

## Historia
Jodoform framställdes första gången år 1822 av Georges Serullas och dess formel fastställdes av Jean-Baptiste Dumas år 1834. Den franske apotekaren Apollinaire Bouchardat upptäckte och utnyttjade jodoformens antiseptiska egenskaper.

## Framställning
Jodoform bildas genom halogenering i alkalisk miljö. Den organiska komponenten kan vara:
1. Etanol (C2H5OH) eller motsvarande sekundär alkohol där hydroxigruppen sitter på den andra kolatomen (till exempel isopropanol)
2. Acetaldehyd (CH3CHO) eller motsvarande keton där karbonylgruppen sitter på den andra kolatomen (till exempel aceton, se bild).

Reaktionen är så tillförlitlig att den används i jodoformtestet för att påvisa metyl-ketoner och sekundära alkoholer.

## Användning
I början av 1900-talet användes jodoform som antiseptikum, men har numera ersatts av effektivare medel, främst enär jodförgiftning var vanlig bland patienterna. Adolf Hitlers mor Klara avled 1907 av jodförgiftning som användes som en behandling mot hennes bröstcancer. Det användes dock i veterinärpraktiker även efter att det ersatts inom medicinen.